# Moḩammad Shā‘er
Moḩammad Shā‘er (persiska: مُحَمَّد شاهير, محمّد شاعر, Moḩammad Shāhīr) är en ort i Iran.   Den ligger i provinsen Golestan, i den norra delen av landet, 500 km nordost om huvudstaden Teheran. Moḩammad Shā‘er ligger 316 meter över havet och antalet invånare är 130.
Terrängen runt Moḩammad Shā‘er är huvudsakligen kuperad. Moḩammad Shā‘er ligger nere i en dal.Runt Moḩammad Shā‘er är det ganska glesbefolkat, med 27 invånare per kvadratkilometer. Närmaste större samhälle är Pūst Darreh, 8,4 km nordost om Moḩammad Shā‘er. Omgivningarna runt Moḩammad Shā‘er är i huvudsak ett öppet busklandskap.